# Heartbreakers - Vizio di famiglia
Heartbreakers - Vizio di famiglia (Heartbreakers) è un film del 2001 diretto da David Mirkin, con Sigourney Weaver e Jennifer Love Hewitt.
Le riprese del film si sono svolte dal 24 aprile 2000 al 1º agosto 2000.

## Trama
Max (Maxine) e Page sono madre e figlia, esperte nel circuire uomini facoltosi. Max riesce sempre a farsi sposare, mentre Page ha il compito di sedurre i "patrigni" in modo che la madre possa ottenere un veloce e redditizio divorzio. Ma non tutto fila secondo i piani. Un agente del fisco (che, si scoprirà dopo, è stata ingaggiata da Max) avvisa le due donne che queste hanno un debito con lo Stato. Con gli ultimi 1300 dollari rimasti, vanno in una località esclusiva, piena di ricchi scapoli. Max sceglie un vecchio che ama fumare e si finge una donna russa, Olga Yevanova. Incontrerà un ostacolo, la domestica, che però subito riuscirà a mandare via. 
Page, invece, decide di dividersi dalla madre e cerca così di far innamorare di lei un quarantenne che vive ancora con la madre, ma si ritrova ad amare il proprietario di un bar sulla spiaggia. Quando scopre che gli vogliono dare 3 milioni di dollari per vendere il locale, Page lascia perdere il suo vecchio obiettivo e ammalia il giovane imprenditore. Ma finisce per innamorarsene e Max lo scopre, costringendola a lasciare il suo ragazzo. L'obiettivo scelto da Max muore poco dopo la proposta di matrimonio e così mamma e figlia rimangono senza possibilità. A complicare le cose è l'arrivo dell'ultimo marito di Max, che l'ama ancora, nonostante il matrimonio sia durato solo 17 ore.

## Riconoscimenti
- 2001 - Satellite Award
  - Nomination Miglior attrice in un film commedia o musicale a Sigourney Weaver
- 2001 - Teen Choice Awards
  - Nomination Miglior attrice a Jennifer Love Hewitt
- 2001 - Golden Schmoes Awards
  - Nomination Miglior T&A a Jennifer Love Hewitt

## Altre informazioni
- È l'ultimo film di Anne Bancroft, famosa per il ruolo di Mrs. Robinson nel film Il laureato del 1967.
- Inizialmente, per il ruolo di Page, erano state contattate le attrici Alicia Silverstone e Jennifer Aniston, mentre il ruolo di Max era stato pensato per Cher.
- Budget del film: 35 milioni di dollari [5] Altri riportano un costo di 40 milioni di dollari.[senza fonte]

### Location
- Key Largo, Florida
- Long Beach Resort - 10511 Front Beach Road, Panama City Beach, Florida
- Los Angeles, California
- Miami Beach, Florida
- Palm Beach, Florida
- Pasadena, California